# Willshire (Ohio)
Willshire – wieś w Stanach Zjednoczonych, w stanie Ohio, w hrabstwie Van Wert.